# Qacha's Nek (cidade)
Qacha's Nek é a capital do distrito de Qacha's Nek, localizado no Lesoto. Sua população no censo de 1996 era de 4.797 habitantes.